# Bi-Bop
Pour l’article ayant un titre homophone, voir Bebop.

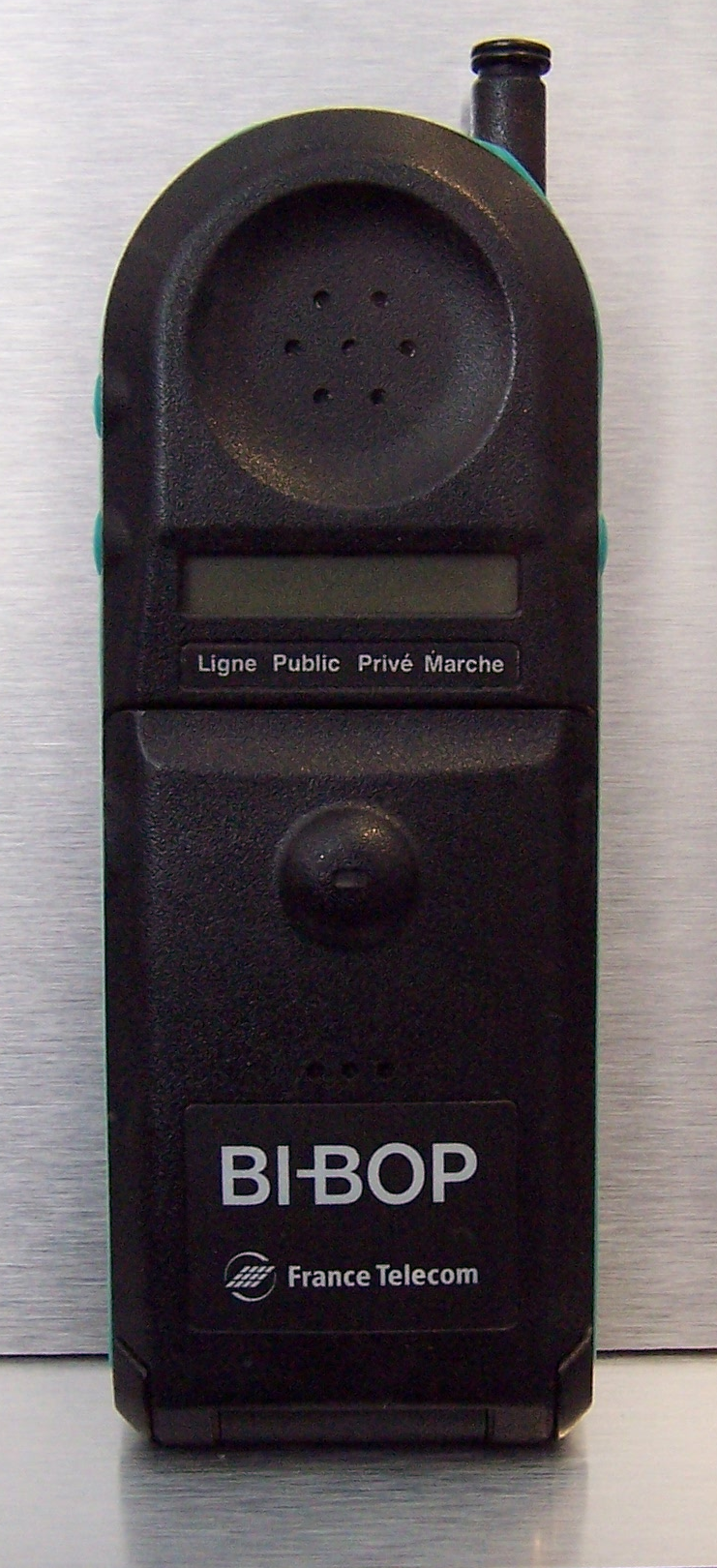
Un téléphone Bi-Bop.

Le Bi-Bop (1991-1997) est le premier téléphone portable destiné à un public en mobilité urbaine en France.

## Description

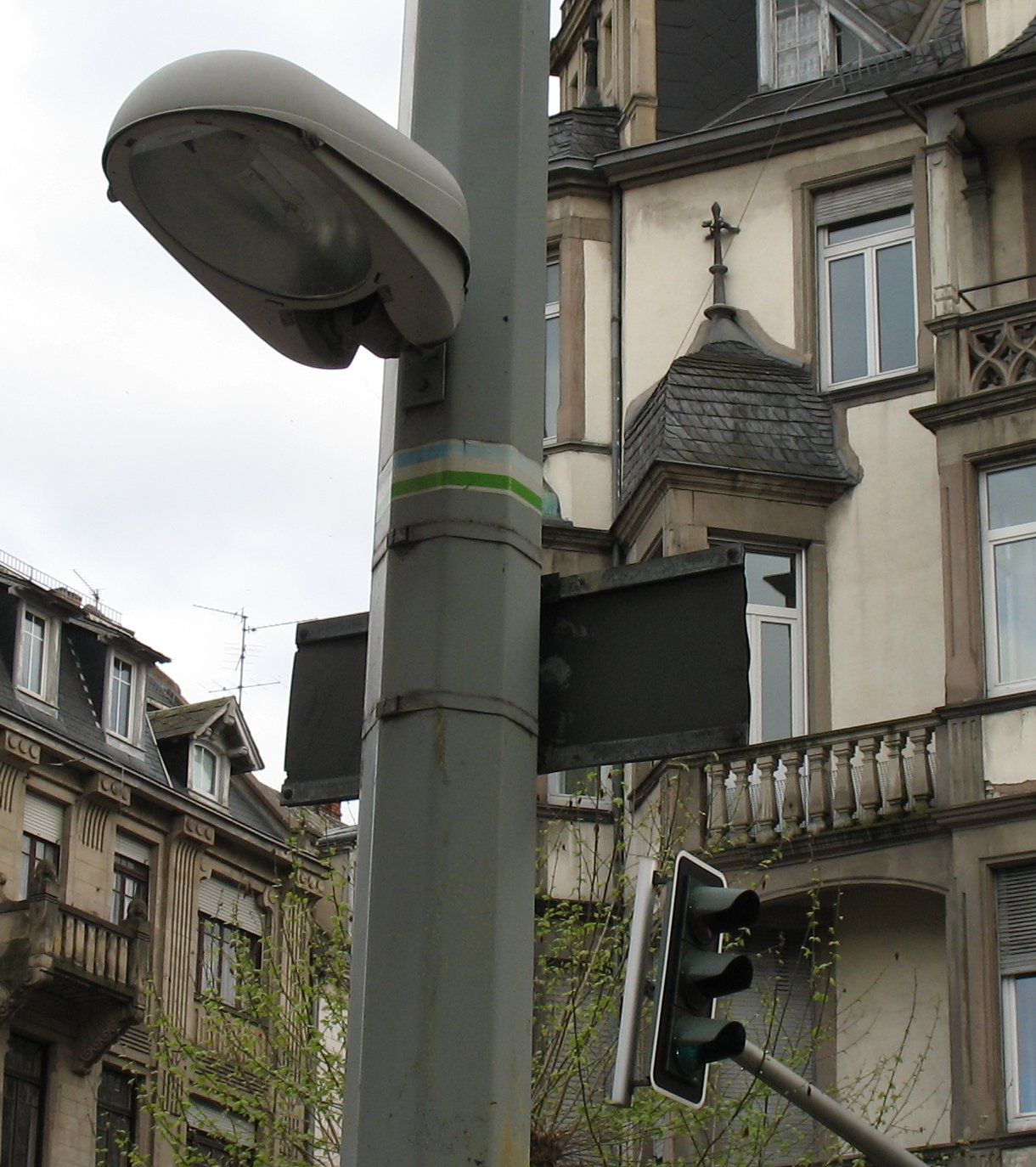
Présence à proximité d'une borne Bi-Bop reconnaissable à l'autocollant bleu-blanc-vert.

Indication de la présence d'une borne Bi-Bop à proximité, avec le logo de France Télécom.

Le Bi-Bop désigne un terminal mobile de radiocommunication téléphonique, ainsi que le réseau spécifique de bornes radio sur lesquelles il peut communiquer. Le système exploitait la norme de téléphonie sans fil numérique CT2. Le Bi-Bop pouvait émettre et recevoir des appels (cette dernière faculté étant réservée aux détenteurs de l'option Bi-Bop Réponse), à condition d'être à proximité d'une borne publique et de s'être déclaré sur la borne. Il doit donc être considéré comme une cabine téléphonique portable, et il fonctionnait un peu à la manière du DECT actuel (mais sans la notion de transfert de base), en se connectant à des bornes de faible portée (environ 300 mètres en ville).
Le réseau Bi-Bop n'a été que peu développé : les villes pilotes étaient Paris, Lille et Strasbourg ainsi que leurs banlieues. Les destinations de vacances ou de loisirs des habitants de ces villes ont aussi commencé à être couvertes : Le Touquet-Paris-Plage par exemple. On retrouve également les autocollants signalant la présence à l'époque de bornes Bi-Bop sur des sites tels que des grandes écoles[réf. nécessaire]. Le réseau a été déployé progressivement, et au début de nombreuses zones blanches existaient. Toutefois à Paris, il était possible de trouver une borne à moins de cinq minutes de marche.

## Performances commerciales
Le Bi-Bop a été commercialisé le 1er octobre 1991, à Strasbourg, afin d'expérimenter un réseau pointel, puis le 26 avril 1993 à Paris et à Lille pour concurrencer le GSM. Pendant les premiers mois de sa vie ce produit connut un succès certain. France Télécom visait initialement 500 000 abonnés pour la fin 1995, mais les prévisions ont été revues à 300 000 du fait de la concurrence des téléphones GSM qui faisaient également leur apparition à cette époque. Lors de la fermeture du réseau en 1997, le parc comptait encore 46 000 abonnés[réf. incomplète].
L'argument commercial de France Télécom était principalement le prix : 1 890 FRF (soit 288,11 euros non corrigé de l’inflation, 400 euros de 2021) pour le terminal, un abonnement mensuel de 54,50 FRF (soit 8,31 euros non corrigé de l’inflation), et une communication facturée 0,83 FRF (soit 0,13 euro non corrigé de l’inflation) par minute, c'est-à-dire quatre fois moins cher que la téléphonie mobile d'alors. Parmi les usages prévus, en dehors des particuliers, France Télécom comptait sur les professionnels (médecins, coursiers, artisans, etc.), ceux-ci ayant besoin d'être joignables toute la journée. Malgré cela, dès 1994 le Bi-Bop avait du mal à faire face aux avantages de la téléphonie GSM : la faculté de téléphoner en se déplaçant, et pouvoir être joint en tout lieu.
Les ventes déclinèrent progressivement, en conjugaison avec un réseau qui était de plus en plus complexe à déployer (le coût d'installation d'une borne étant prohibitif et soumis à de nombreuses contraintes).
L'arrêt de la commercialisation du Bi-Bop a été décidé en 1996, puis le réseau a été fermé à la fin de l'année 1997. Une offre préférentielle de bascule sur les GSM (Itineris) a permis aux abonnés de conserver l'usage d'un téléphone mobile s'ils le souhaitaient.
L'un des avantages commerciaux du Bi-Bop était son excellente qualité de communication, puisque la liaison radio avec la borne est basée sur la norme CT2, dont la liaison audio est codée de façon identique à celle utilisée par les téléphones sans fil DECT du domicile (ADPCM à 32 kbit/s).

## Les autres projets
Apple participa à l'aventure en concevant un PowerBook 180 doté d'une antenne permettant de recevoir fax et modem. Ce portable fut nommé Powerbop. Quelques dizaines d'exemplaires sont assemblés et le produit est resté une année sur le catalogue France Télécom. Certains ordinateurs ont été revendus comme de simples PowerBook 180 par la suite.
Au Royaume-Uni, un produit similaire au Bi-Bop était le service Rabbit (en) proposé par Hutchison Telecommunications International Limited de mai 1992 à décembre 1993.

## Principes de fonctionnement
Pour téléphoner avec un Bi-Bop, l'usager devait se placer dans une « zone d'appel » repérée par la signalétique bleu-blanc-vert, sur les poteaux électriques ou les canalisations (on peut encore fréquemment voir ces signalisations, qui n'ont pas été enlevées). Il devait alors « prendre la ligne » en effectuant une manipulation sur le combiné (comme sur un téléphone sans fil domestique), puis composer le numéro.
Pour recevoir des appels, l'usager effectuait la même manipulation pour se localiser puis devait rester positionné dans le rayon d'action de la borne, ce qui était loin d'être simple d'autant qu'il n'y avait pas d'indicateur de la portée du signal. Il devait ensuite attendre l'appel : il fallait donc prévoir à quel moment on allait être appelé. Lorsque l'abonné n'était pas localisé, une messagerie vocale prenait les messages. Ce mode de fonctionnement limité fut le principal inconvénient relevé par les clients.
L'autre élément ayant desservi le Bi-Bop était son impossibilité de passer d'une borne à l'autre. Si l'on s'éloignait de la borne, la communication était coupée. Le problème était que dans une zone dense, la signalétique de la zone d'appel était partout et qu'il était impossible de savoir à quelle borne on était rattaché. D'autant que pour des raisons de sécurité, les bornes étaient le plus souvent dissimulées, donc invisibles.

## En entreprise et à la maison
Il a été prévu également d'introduire le Bi-Bop à l'intérieur des foyers par l'intermédiaire d'une base vendue en complément. Cette base permettait d'utiliser le Bi-Bop comme un téléphone sans fil classique, au tarif des communications normales. Cependant, le coût élevé de cette base n'a pas permis de développer commercialement cette possibilité.
Dans l'entreprise, le Bi-Bop était prévu pour être rattaché à un PABX. L'adjonction d'un frontal au commutateur privé pouvait permettre au personnel de lancer et même de recevoir des appels dans la zone de couverture de chacune des bornes, réparties au sein de l'établissement. Il était possible d'utiliser les Bi-Bop de l'entreprise comme des interphones. Mais, au rendez-vous des PABX compatibles Bi-Bop, Alcatel manque à l'appel. Cet acteur incontournable du monde des autocoms s'est aligné sur le futur standard Digital Enhanced Cordless Telephone (DECT), plutôt que de suivre la norme CT2/CAI (Cordless Telephone second generation/Common Air Interface), ce qui se comprend aisément du fait que la norme européenne DECT est plus professionnelle.